# Thư pháp Hồi giáo

Basmala trong tác phẩm thư pháp Hồi giáo thế kỉ XVIII từ vùng Ottoman

Thư pháp Hồi giáo là loại hình nghệ thuật sử dụng chữ viết tay trong các ngôn ngữ sử dụng bảng chữ cái Ả Rập hay các bảng chữ cái có nguồn gốc Ả Rập. Nó bao gồm thư pháp Ả Rập, Ba Tư, Ottoman, Afghanistan, Pakistan và Ấn Độ. Thư pháp được biết đến trong tiếng Ả Rập là khatt Arabi (خط عربي) có nghĩa là đường nét, thiết kế Ả Rập.
Quá trình phát triển của Thư pháp Hồi giáo gắn bó chặt chẽ với Kinh Kôran, các chương và các đoạn được trích dẫn từ Qur'an là nguồn tư liệu phổ biến nhất được Thư pháp Hồi giáo dựa vào. Mặc dù việc dùng hội hoạ để miêu tả người và động vật không bị Qur'an cấm đoán dứt khoát, các bức hoạ theo truyền thống bị giới hạn trong các sách vở Hồi giáo để ngăn ngừa sự sùng bái thần tượng. Trong thế giới cổ đại, các hoạ sĩ thường vượt qua các rào cản luật pháp bằng cách dùng cách dòng chữ nhỏ li ti để tạo nên đường nét và hình ảnh. Thư pháp trong xã hội Hồi giáo vừa là loại hình nghệ thuật có giá trị, vừa phù hợp với đạo đức tôn giáo. Một câu cách ngôn Ả Rập xưa minh hoạ quan điểm này bằng cách nhấn mạnh "Sự thuần khiết của chữ nghĩa là sự thuần khiết của tâm hồn".
Dù sao, Thư pháp Hồi giáo không quá giới hạn nghiêm ngặt vào các chủ đề, sự vật, đối tượng tôn giáo. Giống như các loại hình nghệ thuật Hồi giáo khác, thư pháp cũng bao gồm một loạt các tác phẩm được tạo ra từ nhiều loại văn bản khác nhau Sự thịnh hành của thư pháp trong nghệ thuật Hồi giáo không liên quan trực tiếp từ truyền thống không thờ hình tượng, đúng hơn, nó phản ánh vai trò trung tâm của quan điểm về sự viết lách và các văn bản trong đạo Hồi Một điều đáng chú ý là, trong một trường hợp, nhà tiên tri Muhammad được cho rằng đã tuyên bố câu này:"Vật đầu tiên Thượng đế tạo ra là cây bút".
Thư pháp Hồi giáo được phát triển từ hai phong cách chính: Kufic và Naskh. Mỗi phong cách lại có vài biến thể cũng như các phong cách đặc biệt của địa phương. Thư pháp Ả Rập và Ba Tư sau này được hội nhập vào nghệ thuật Hiện đại, bắt đầu từ thời kì hậu thuộc địa ở Trung Đông.

## Công cụ và phương tiện
Công cụ viết thư pháp truyền thống của các nhà thư pháp Hồi giáo là qalam, một loại bút thường được làm từ sậy hoặc tre. Mực viết thường có màu và được lựa chọn sao cho cường độ thay đổi trong khoảng rộng, từ đó tạo nên động lực và sự dịch chuyển trên văn bản. Một vài phong cách sử dụng bút có đầu bằng kim loại.
Thư pháp Hồi giáo còn dùng nhiều loại phương tiện trang trí hơn là giấy như ngói, bình, thảm hay đá. Trước khi giấy được phát minh, papyrus và giấy da được sử dụng để viết. Trong thế kỉ IX, một dòng chảy giấy tràn vào từ Trung Hoa đã cách mạng hoá thư pháp. Trong khi các tu viện ở Châu Âu khi đó cất giấu vài tá tập sách thì các thư viện ở Thế giới Hồi giáo thường giữ hàng trăm thậm chí hàng nghìn quyển.

## Phong cách

### Kufic

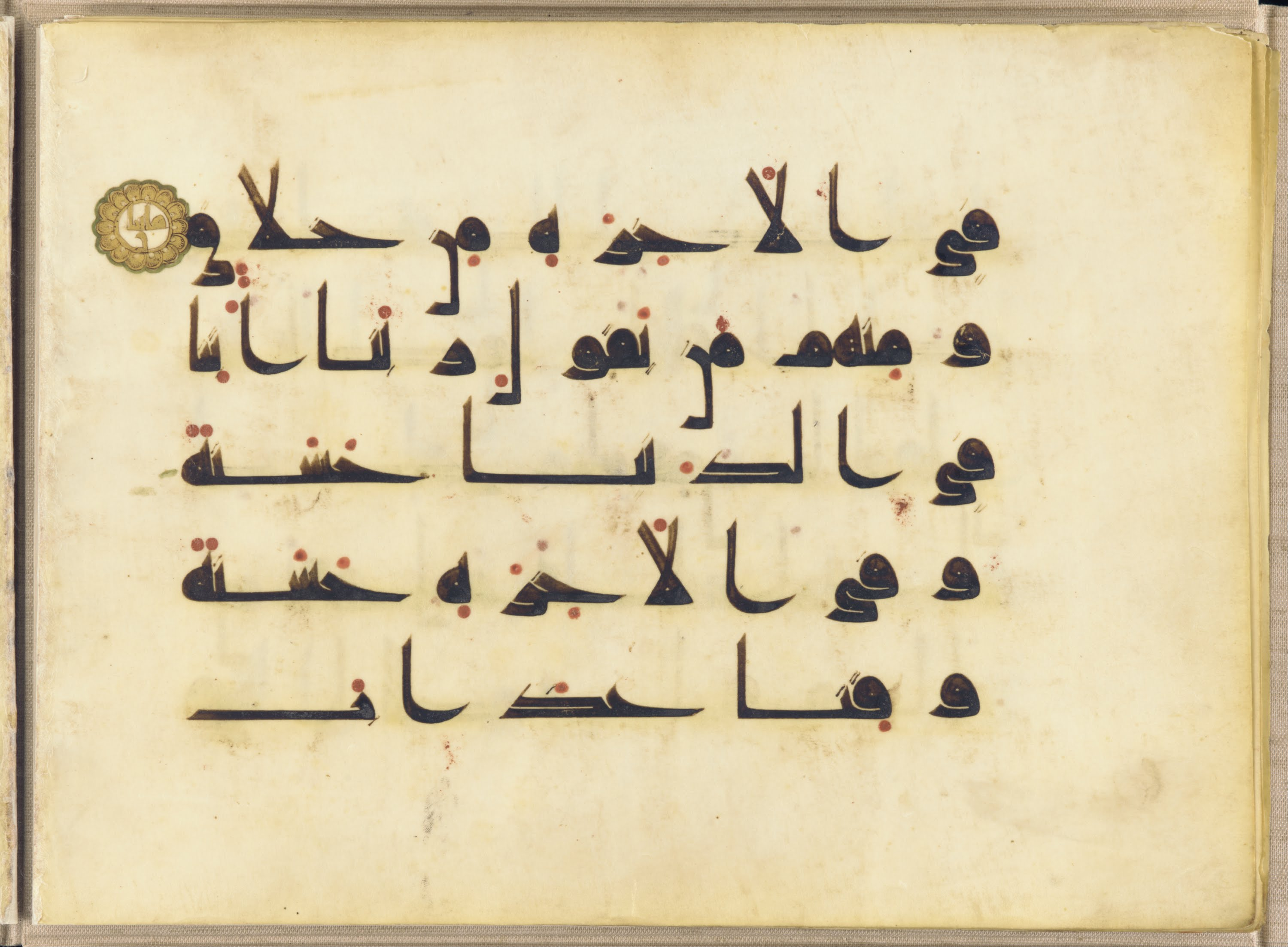
Một đoạn kinh Qur'an được ghi bằng chữ Kufic vào thế kỉ IX dưới Triều đại Abbasid

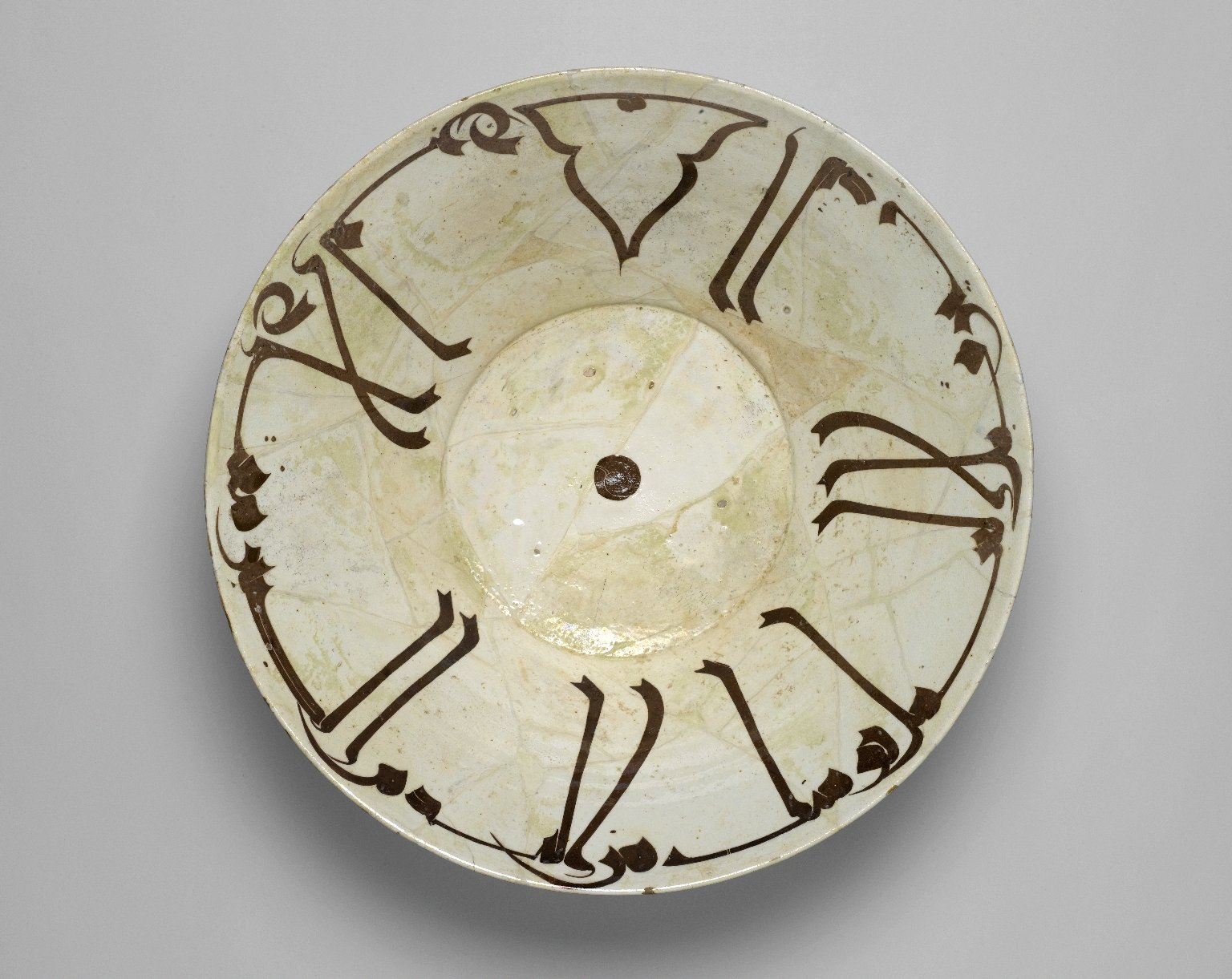
Bát được trang trí bởi chữ Kufic, thế kỉ X, Bảo tàng Brooklyn

Kufic là dạng chữ Ả Rập cổ nhất. Phong cách Kufic nhấn mạnh các nét viết cứng và góc cạnh, được thể hiện như dạng cải tiến của chữ Nabataean. Chữ Kufic nguyên thủy gồm 17 chữ cái và không có dấu phụ gồm các chấm và thanh điệu. Các dấu phụ được đưa thêm vào từ thế kỉ VII để giúp người đọc nhận biết phát âm của Qur'an và các văn bản quan trọng khác, làm cho số chữ cái của tiếng Ả Rập tăng lên 28. Mặc dù còn có tranh cãi trong vài học giả, chữ Kufic được cho là đã phát triển trong khoảng cuối thế kỉ VII tại Kufa, Iraq - từ đó từ Kufic được hình thành. Phong cách này sau đó được phát triển nên vài biến thể; bao gồm dạng hoa, dạng lá, dạng nếp gấp, dạng xoắn, dạng có đường bao và dạng vuông. Do tính chất thẳng và có thứ tự của chữ Kufic, nó thường xuyên được dùng trong đá khắc trang trí hay trên tiền. Kufic là phong cách được đùng để sao chép kinh Qur'an từ thế kỉ VIII đến thế kỉ X và bị loại ra khỏi sự sử dụng thông thường từ thế kỉ XII khi mà phong cách Naskh trở nên hữu dụng hơn.

### Naskh

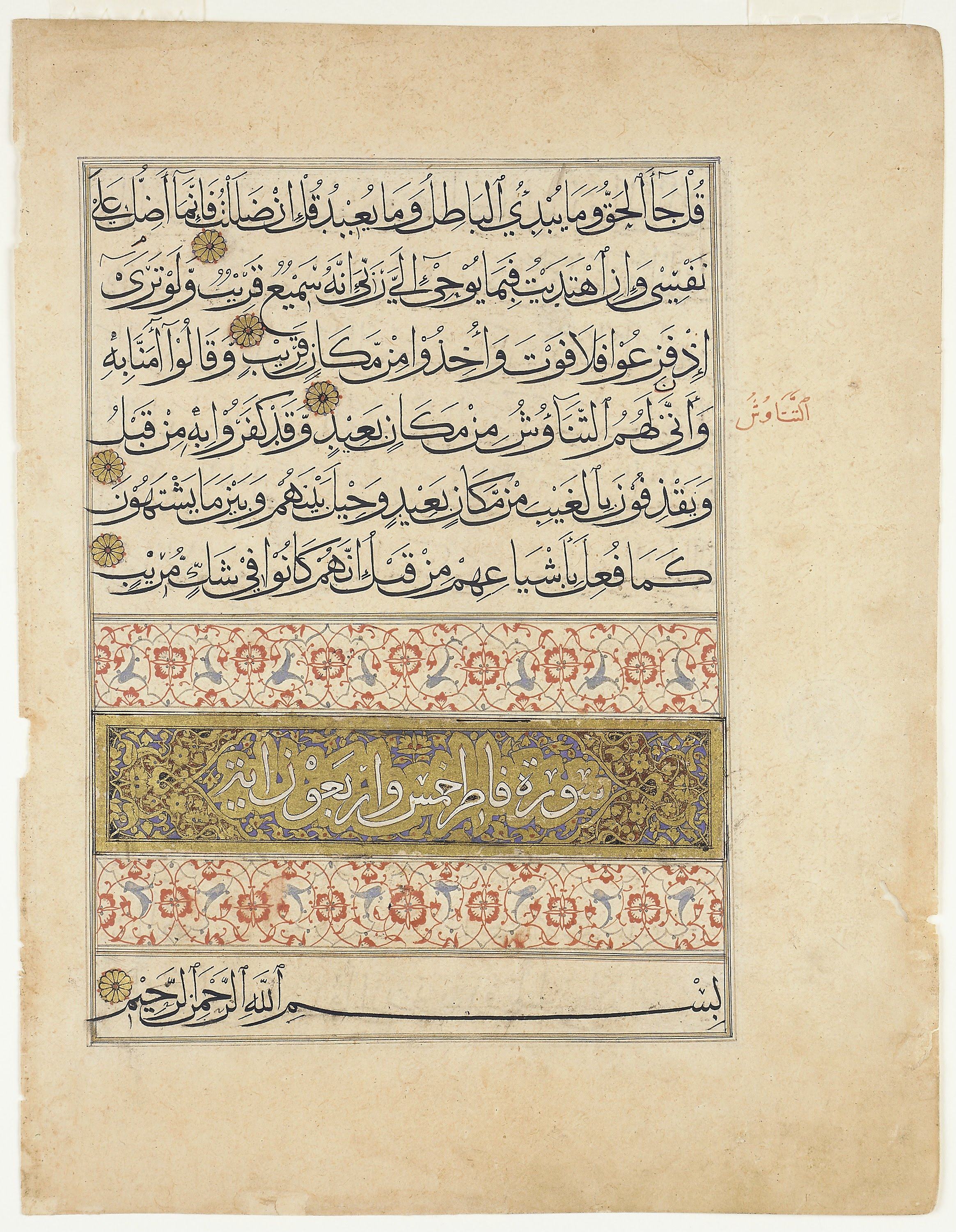
Chữ Muhaqqaq trong một bản kinh Qur'an thế kỉ XIV từ Vương triều Mamluk

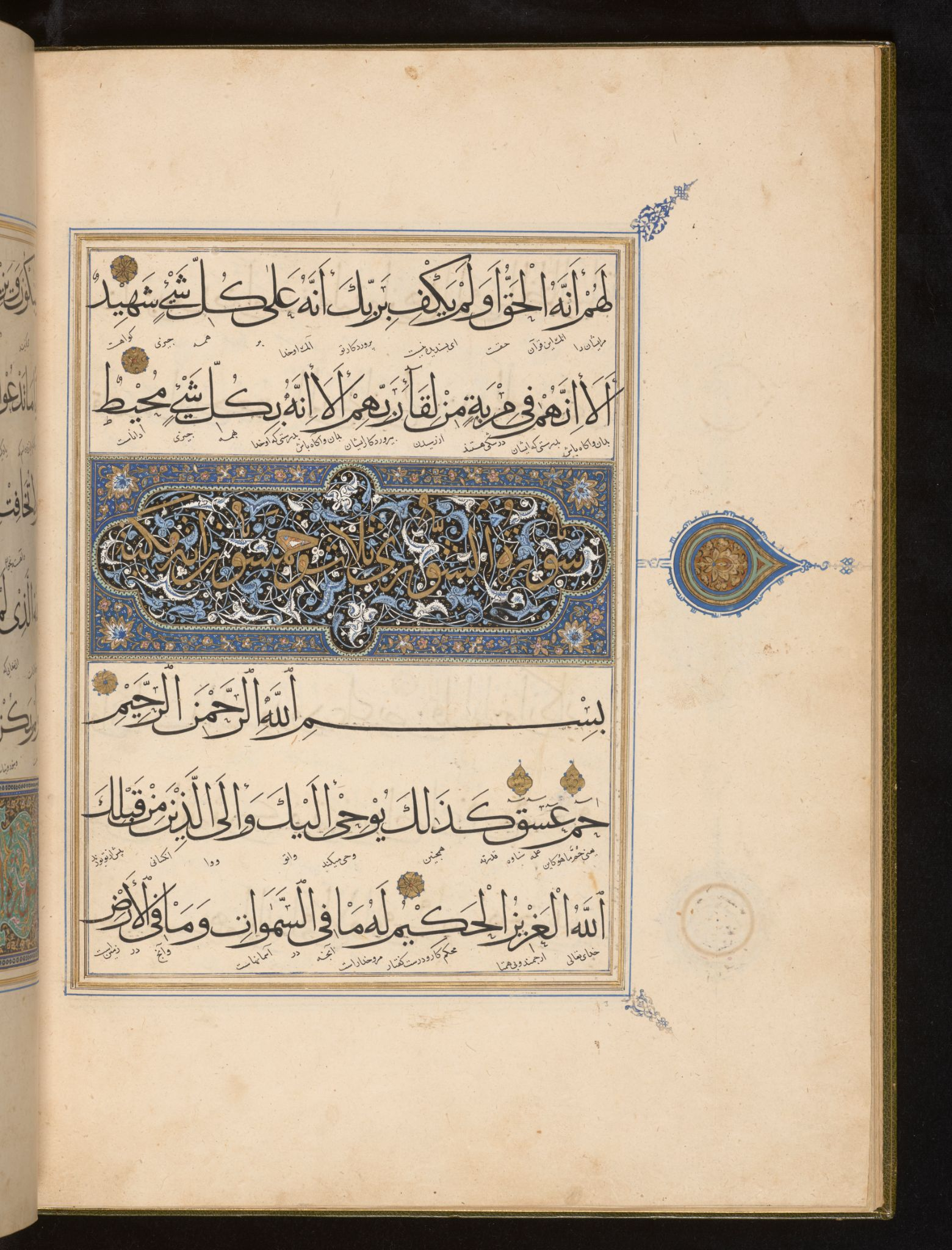
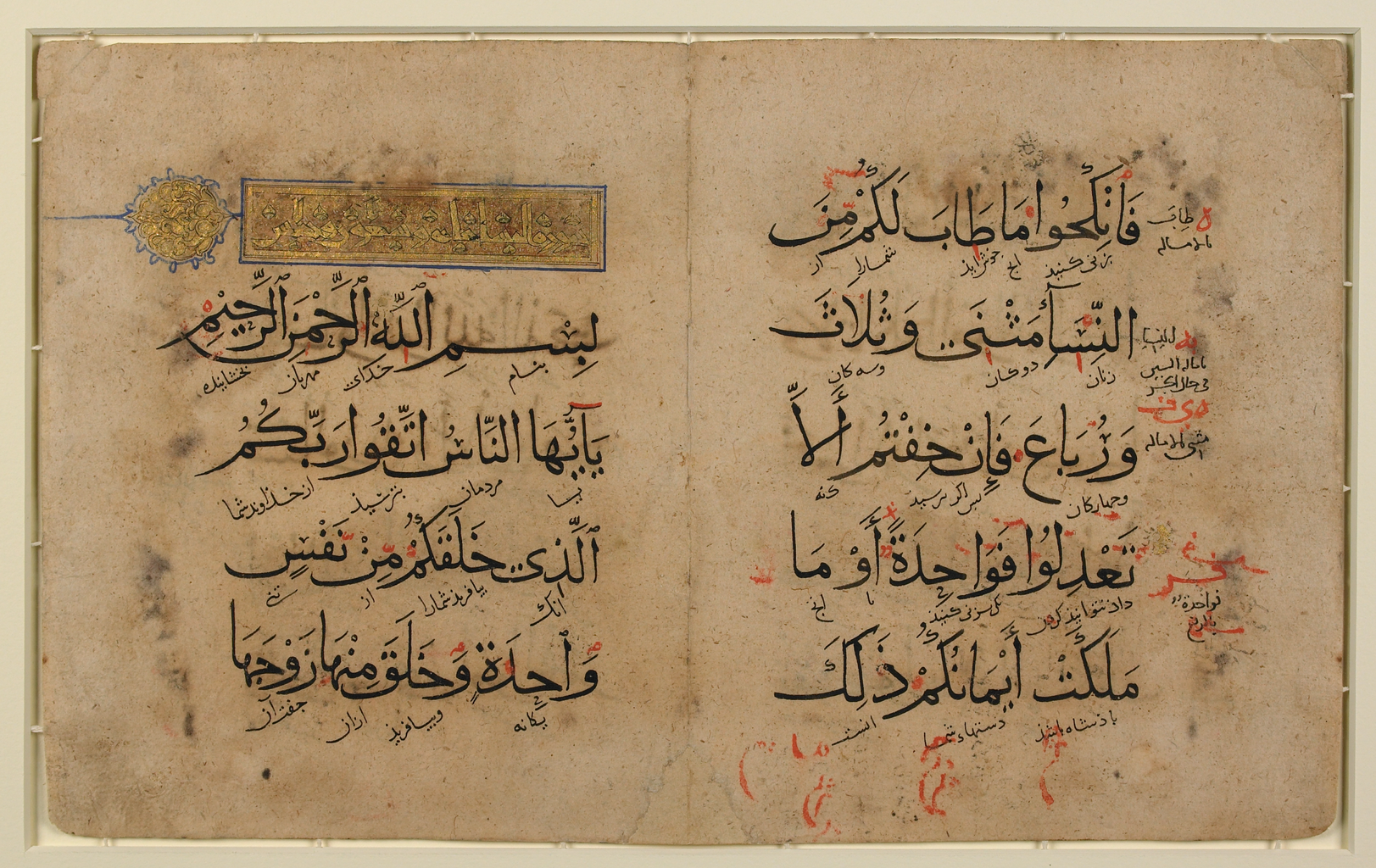
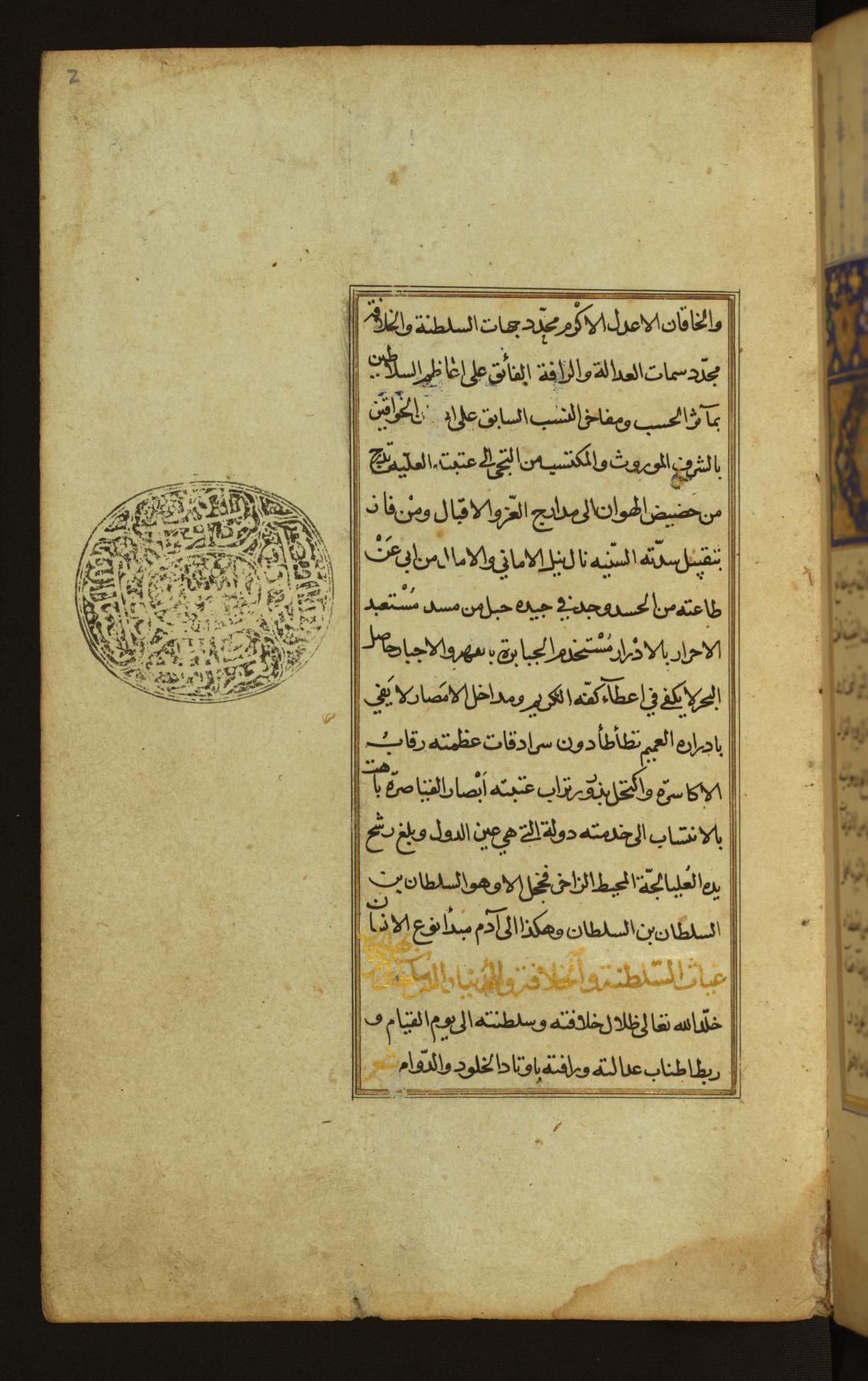
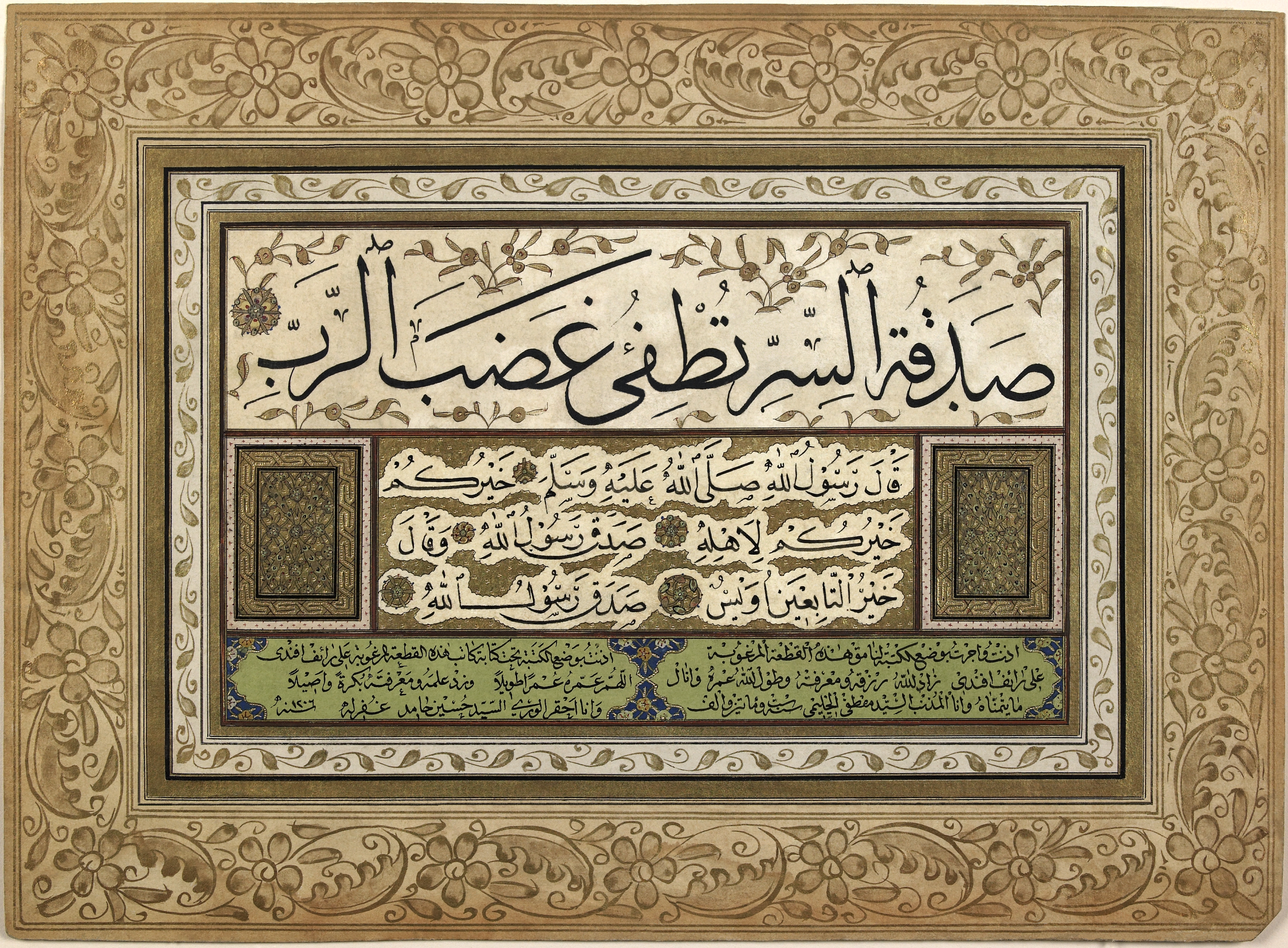
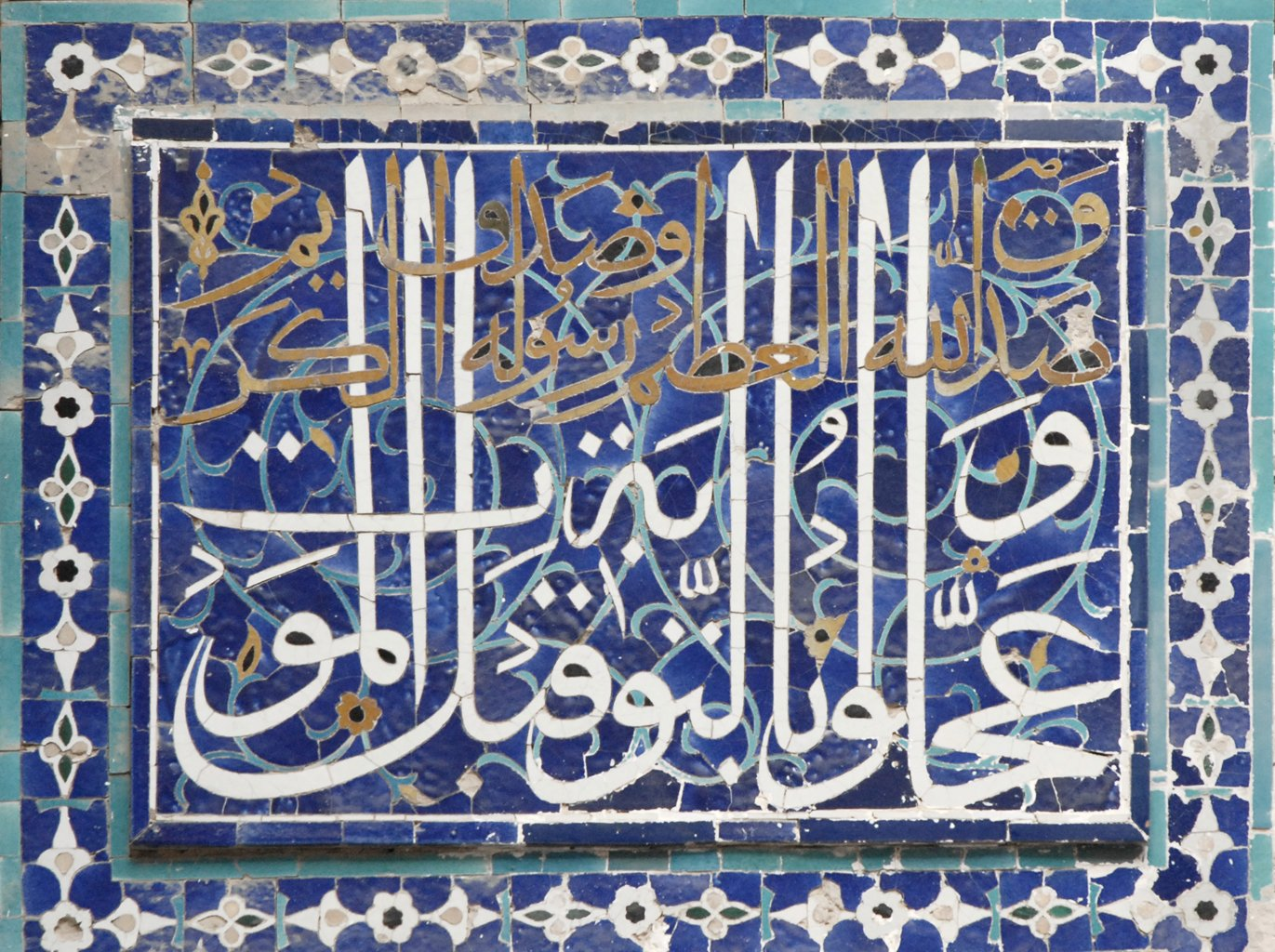
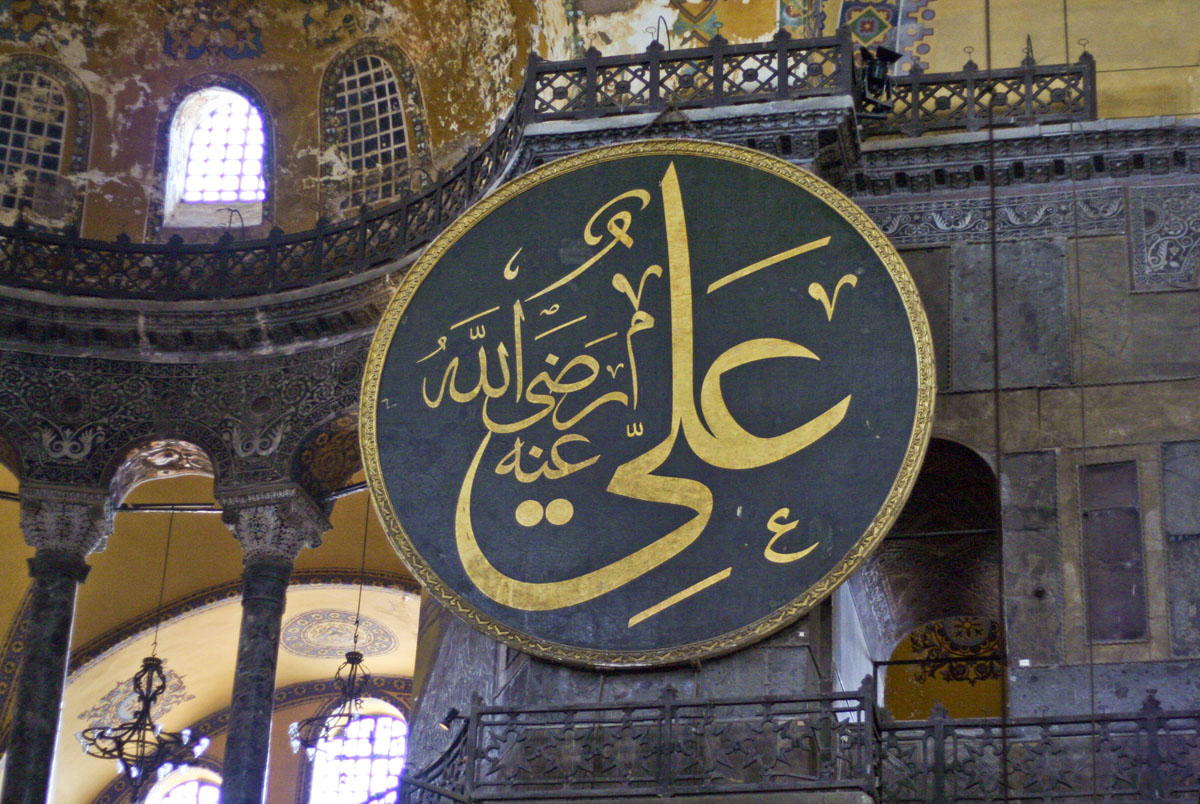

Việc sử dụng chữ thảo trong tiếng Ả Rập cùng tồn tại với chữ Kufic, và về phương diện lịch sử chữ thảo thường được sử dụng trong các mục đích không chính thức. Cùng với sự trỗi dậy của Hồi giáo, một loại chữ mới cần được sử dụng để phù hợp với nhịp độ cải đạo, mà một loại chữ thảo rành mạch là Naskh lần đầu tiên ra đời trong thế kỉ X. Naskh có nghĩa là "sao chép", nó trở thành chữ tiêu chuẩn để ghi âm sách và bản viết tay. Loại chữ này là loại phổ biến nhất giữa các phong cách khác, được sử dụng trong Qur'an, văn kiện nhà nước và thư tín cá nhân. Naskh trở thành nền tảng của ngành in ấn Ả Rập.
Sự tiêu chuẩn hoá của phong cách Naskh được đề xuất bởi Ibn Muqla (886 - 940) và sau đó được phát triển bởi Abu Hayan at-Tawhidi (mất năm 1009). 
Ibn Muqla được đề cao trong giới thư pháp Hồi giáo như là nhà sáng chế ra phong cách Naskh, tuy điều này có vẻ như là không đúng. Từ khi Ibn Muqla viết chữ tròn rõ ràng, nhiều học giả từ bỏ kết luận rằng ông đã phát minh loại chữ này.Ibn al-Bawwab, học trò của Ibn Muqla, được tin thực sự là người tạo nên chữ Naskh. Dù sao, Ibn Muqla đã thiết lập hệ thống quy tắc và tỉ lệ để viết nên hình dạng của chữ cái, trong đó dùng chữ alif như chiều cao - x.
Các biến thể của phong cách Naskh bao gồm:
1. Thuluth được phát triển trong thế kỉ X và sau đó được làm tinh tế hơn bởi Ahmad Tayyib Shah. Chữ viết trong phong cách này có đường thẳng đứng dài và khoảng cách rộng.
2. Reqa là loại chữ phát triển từ Naskh và Thuluth, lần đầu xuất hiện vào thế kỉ X. Hình dạng của chữ đơn giản với các nét ngắn và nét hoa mỹ nhỏ.[18]
3. Muhaqqaq là phong cách uy nghi được sử dụng bởi các nhà thư pháp tài hoa. Nó được coi như một trong các loại chữ đẹp nhất và cũng là loại chữ khó thể hiện nhất.

### Các phong cách địa phương

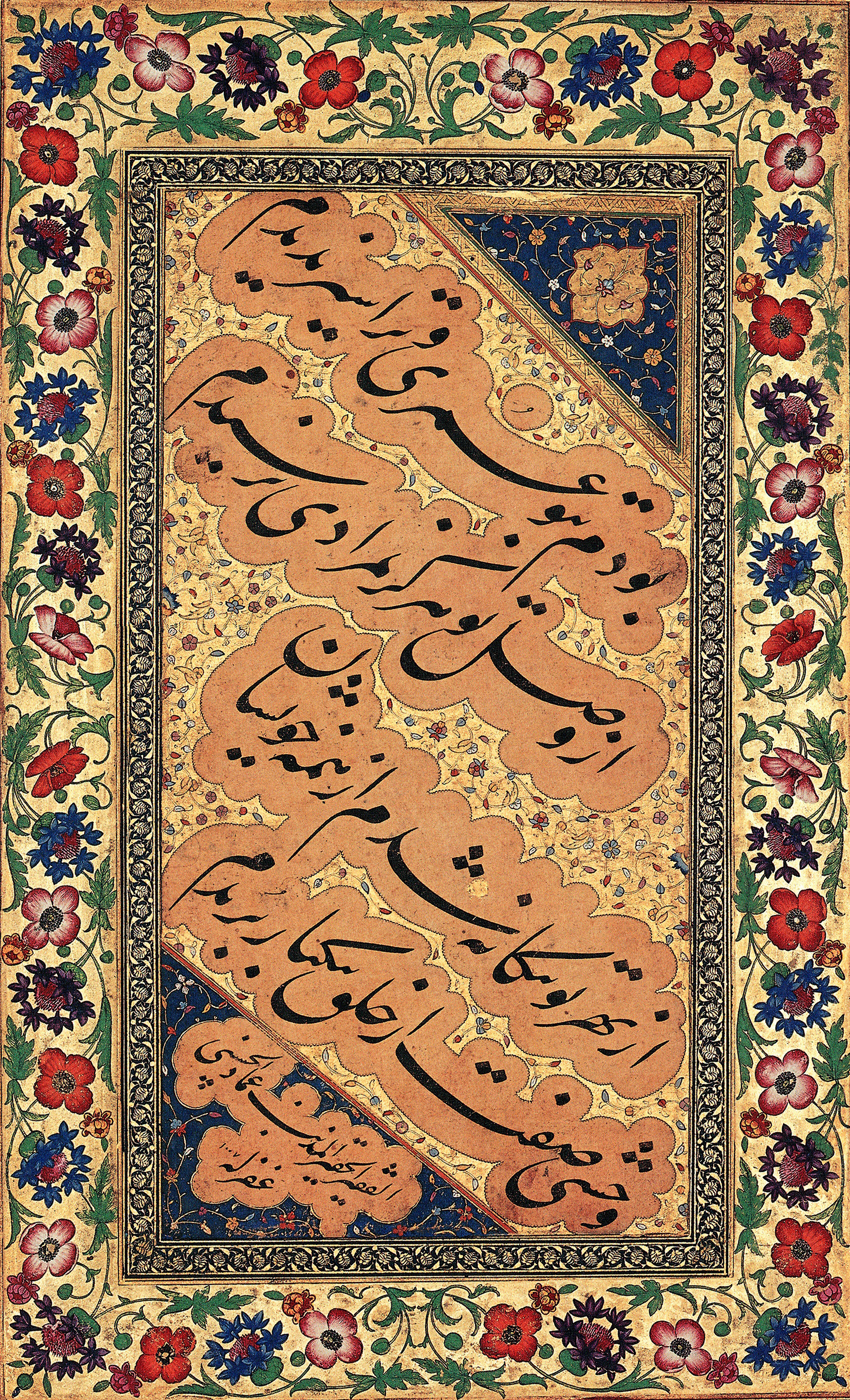
Bài thơ Ba Tư viết bằng phong cách Nasta'liq, của nhà thư pháp Mir Emad Hassani, có thể là nhà thư pháp trứ danh nhất Ba Tư

Cùng với sự bành trướng của đạo Hồi, chữ Ả Rập được thiết lập trên một vùng đất đai rộng lớn và nhiều khu vực phát triển phong cách thư pháp độc đáo riêng. Từ thế kỉ XIV trở đi, các phong cách chữ thảo khác được hình thành ở Thổ Nhĩ Kỳ, Ba Tư và Trung Hoa.
1. Maghrebi phát triển từ chữ Kufic ở Maghreb (Bắc Phi) và al-Andalus (Iberia), chữ Maghrebi theo truyền thống được viết bằng bút có điểm chấm nhọn(القلم المذبب), từ đó tạo ra một đường dày.
2. Diwani là một loại chữ Ả Rập thảo được hình thành trong thời kì đầu trị vì của Đế quốc Ottoman vào thế kỉ XVI và đầu thế kỉ XVII. Diwani được sáng tạo bởi Housam Roumi, và đạt đỉnh cao của sự phổ biến trong thời Sultan Suleiman I (1520 - 1566).[19] Khoảng cách giữa các chữ cái thường hẹp, và đường tiến ngược từ dưới lên trên và từ phải sang trái. Diwani khó để đọc và viết vì sự phong cách hoá mạnh của nó, nó trở thành phương tiện viết văn bản cung đình lí tưởng vì tính đảm bảo sự bí mật và ngăn ngừa sự giả mạo.
3. Nasta'liq là loại chữ ban đầu được dùng để viết tiếng Ba Tư trong các văn bản văn học và phi Qur'an.[20] Nasta'liq được coi như phiên bản phát triển muộn của Naskh và phiên bản dùng ở Iran trước đó, ta'liq.[21] Từ ta'liq nghĩa là "treo", liên quan đến độ hơi dốc của dòng chữ trong phong cách này. Chữ cái có nét thẳng đứng ngắn, và nét rộng và quét ngang. Hình dạng chữ sâu, giống hình lưỡi câu và có độ tương phản lớn.[20]
4. Sini là phong cách được hình thành ở Trung Quốc. Phong cách này chịu ảnh hưởng rất lớn từ Thư pháp Trung Hoa, trong đó nhà thư pháp dùng bút lông ngựa thay cho qalam. Một nhà thư pháp nổi tiếng của phong cách Sini là Hajji Noor Deen Mi Guangjiang.

## Thư viện hình ảnh

### Kufic

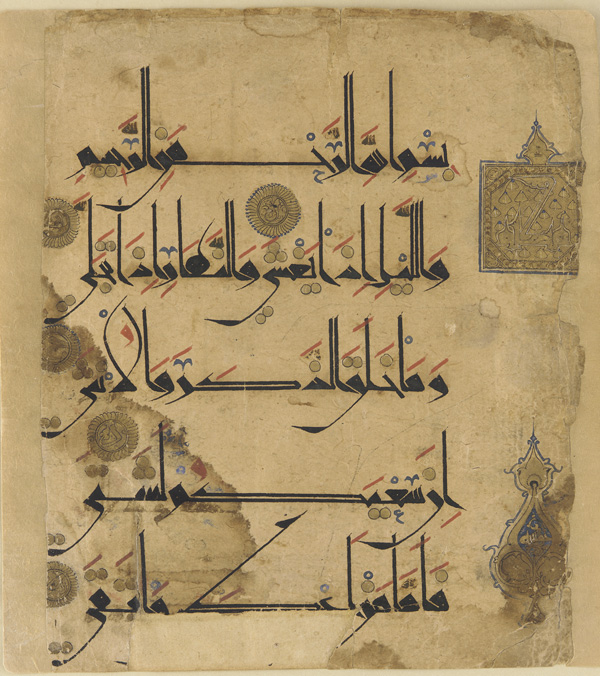
Chữ Kufic trong một bản kinh Qur'an thế kỉ XI
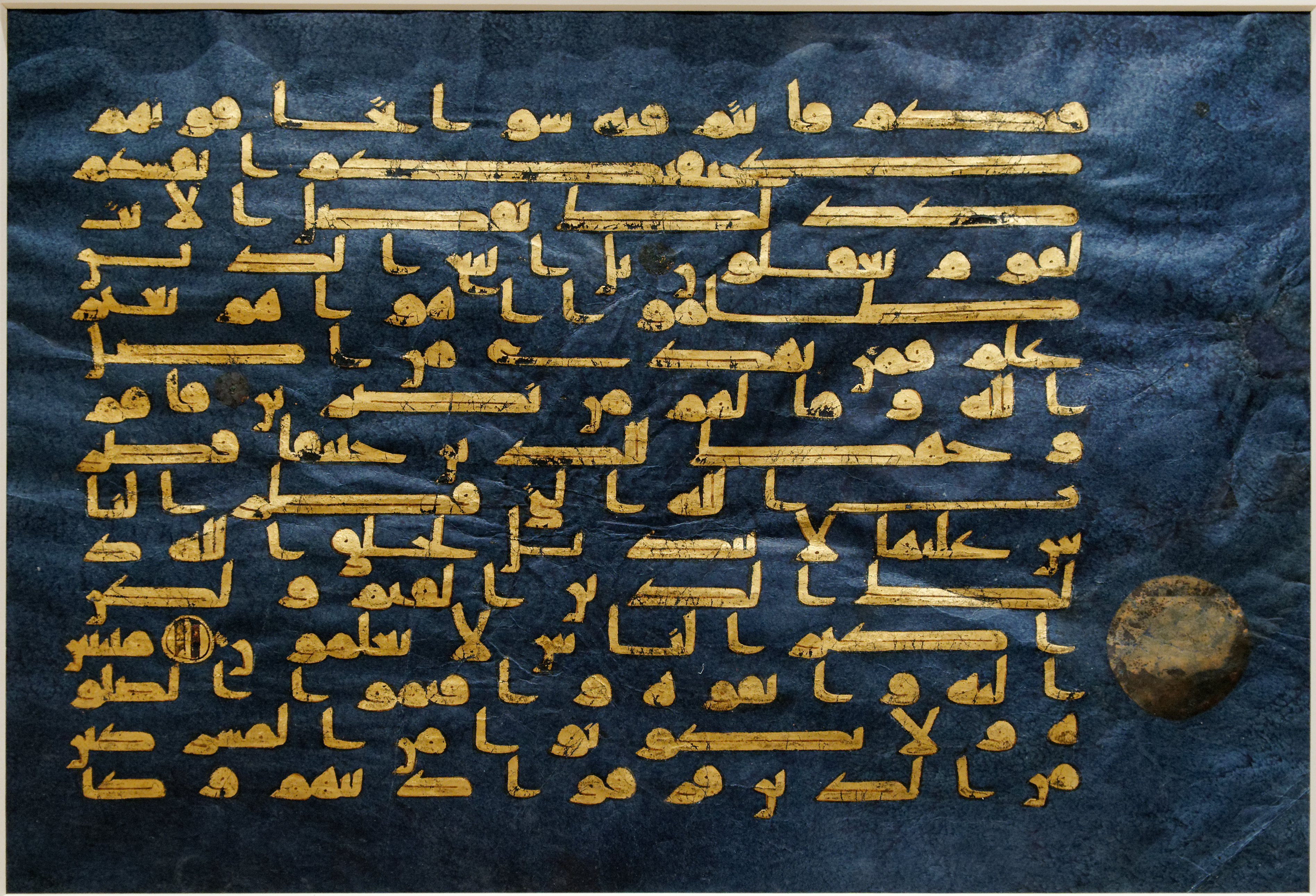
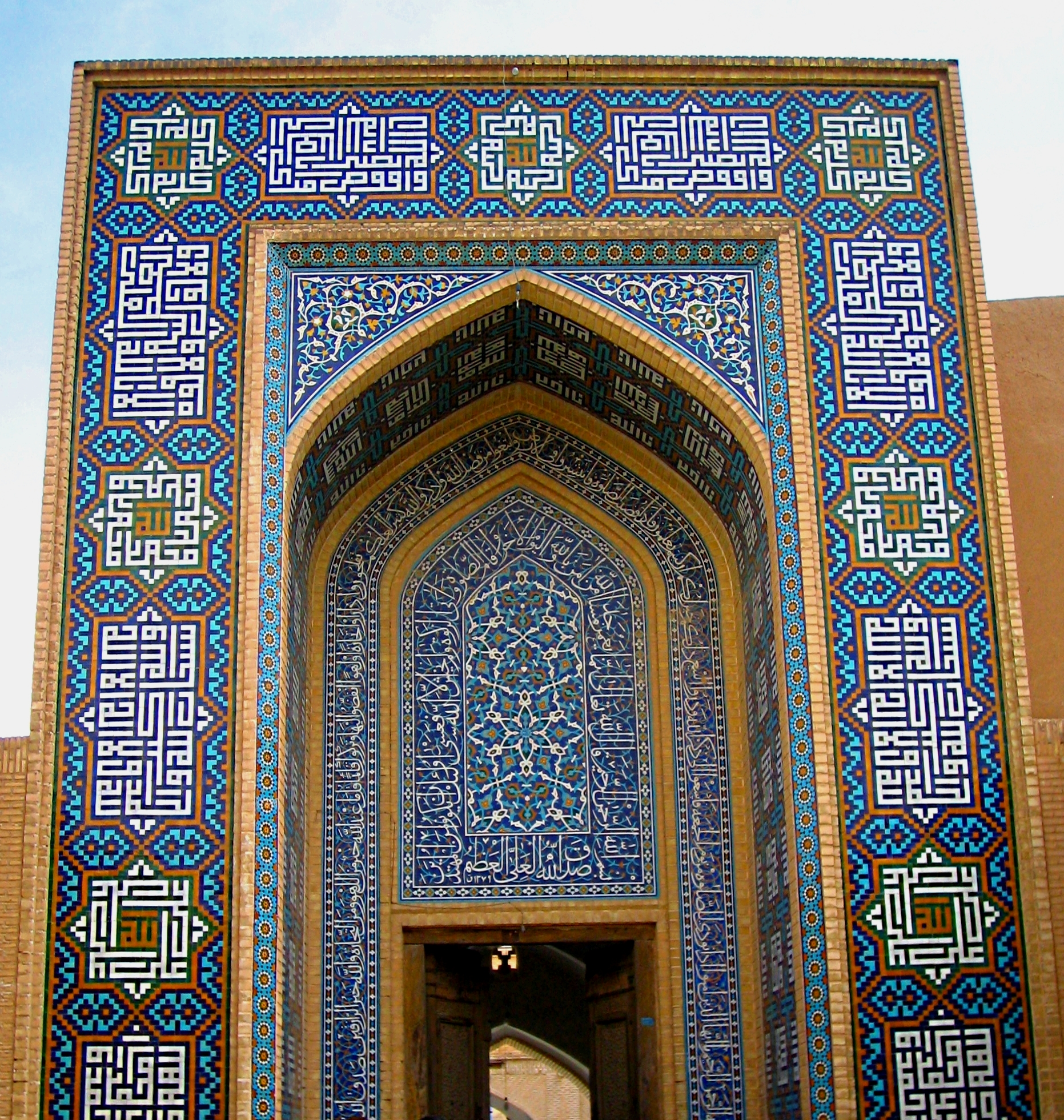
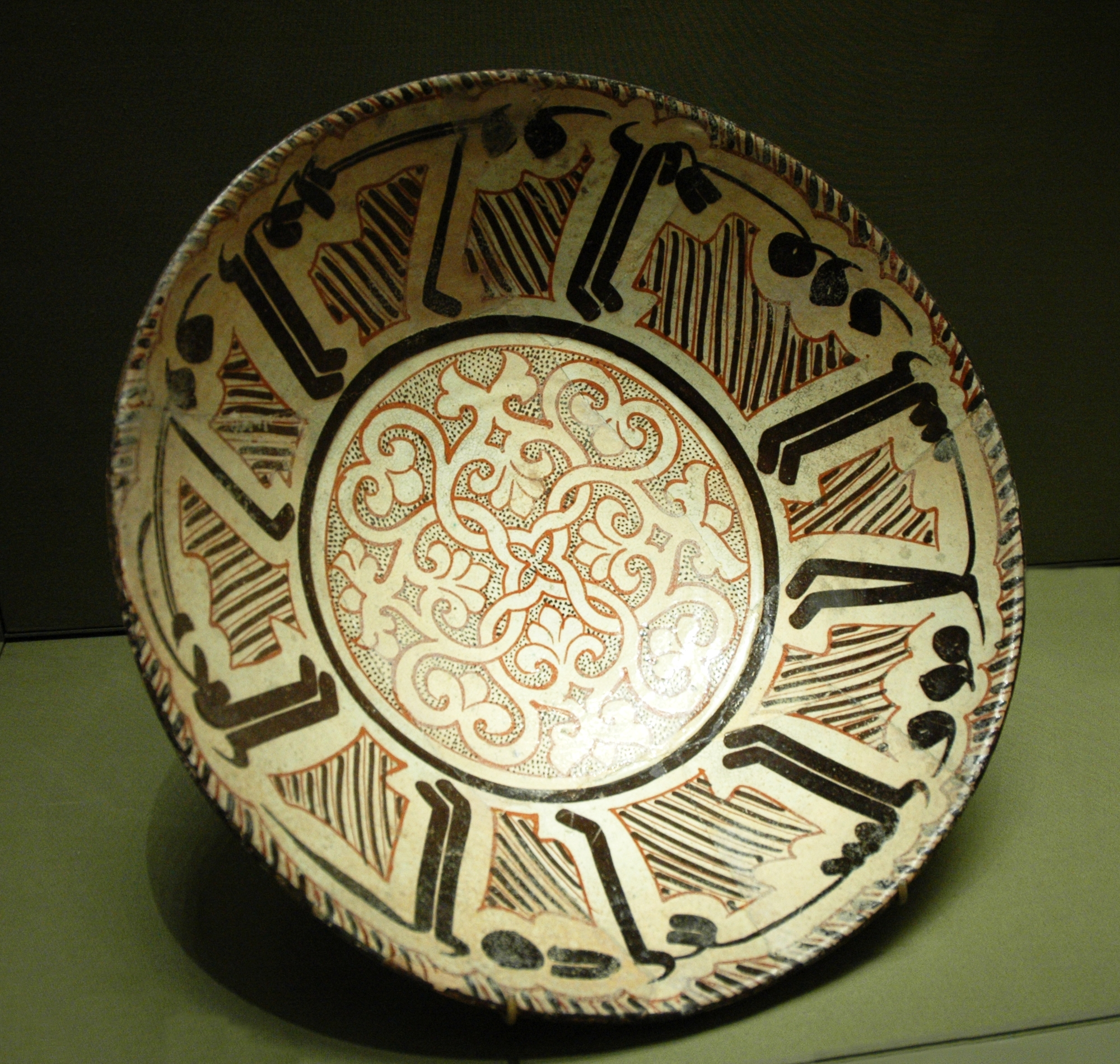
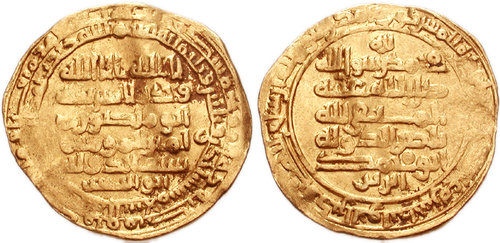
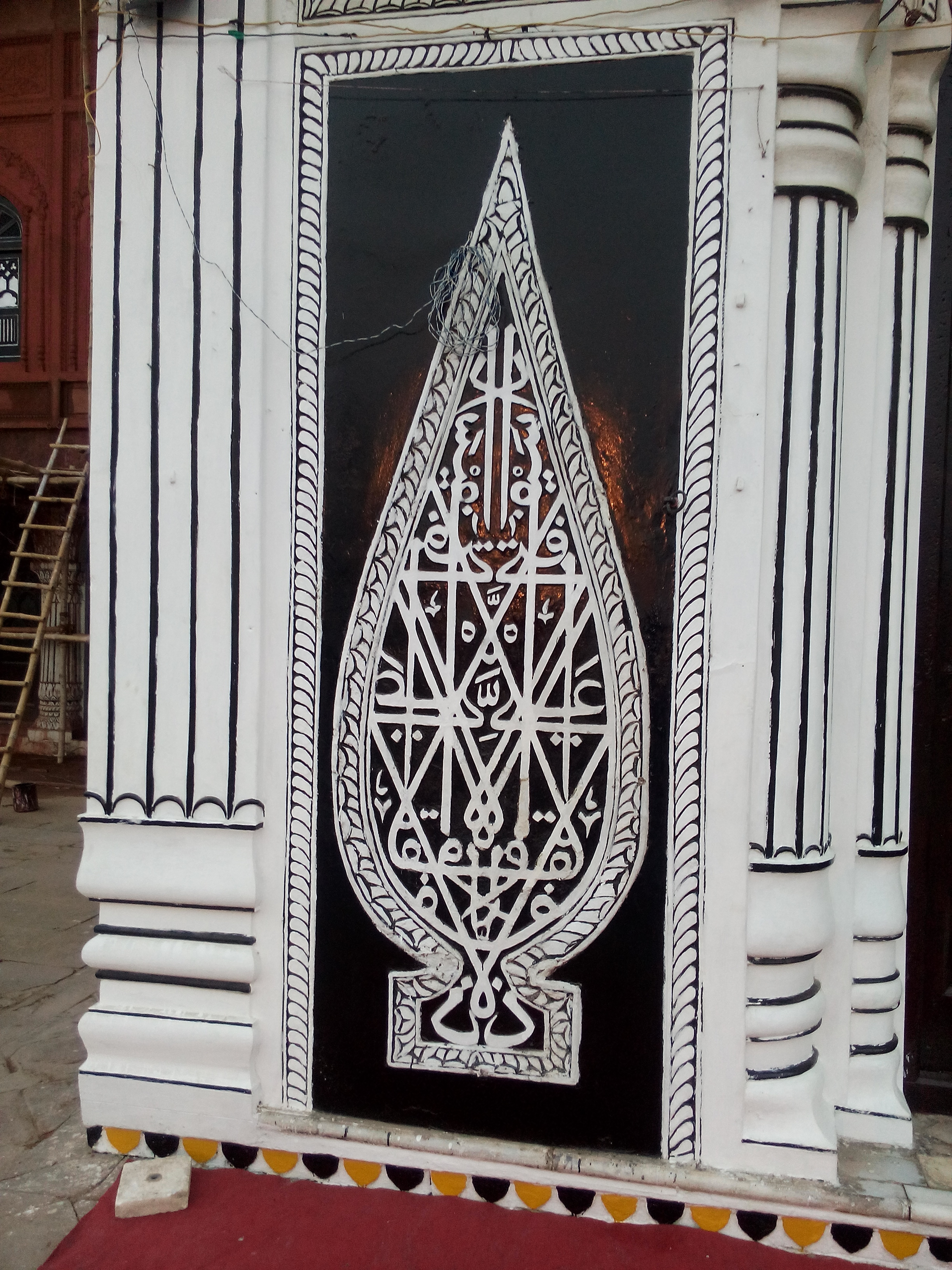

### Địa phương

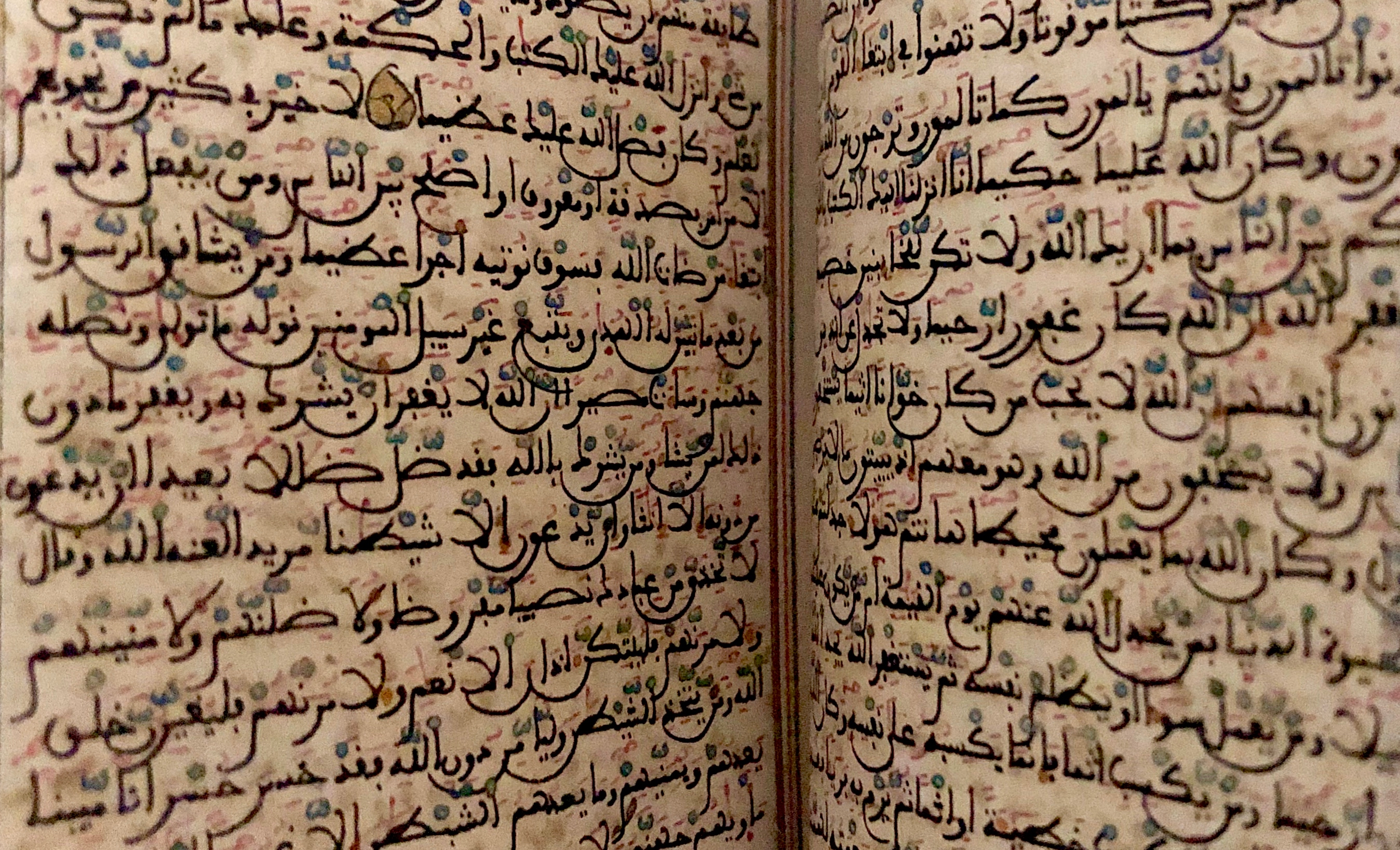
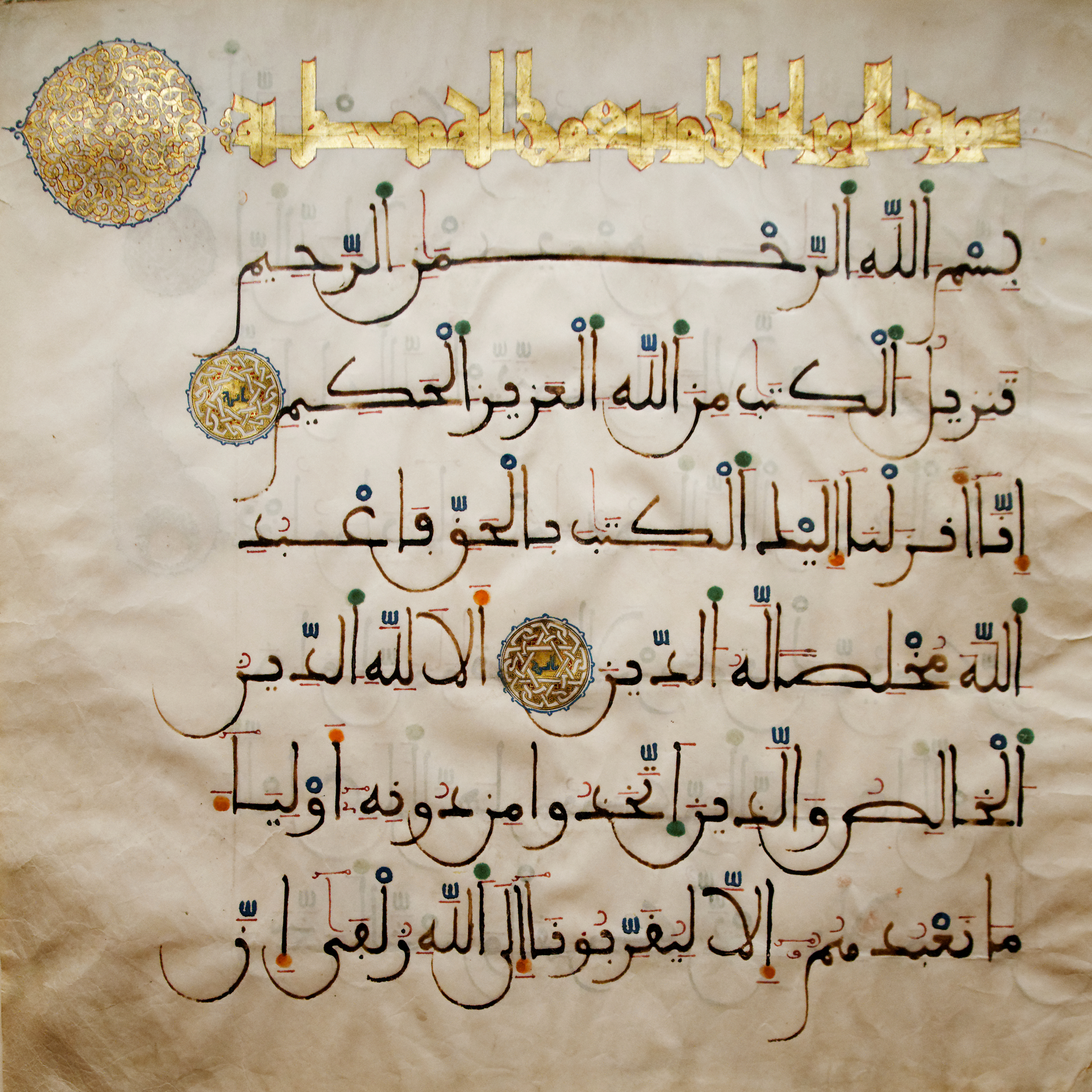
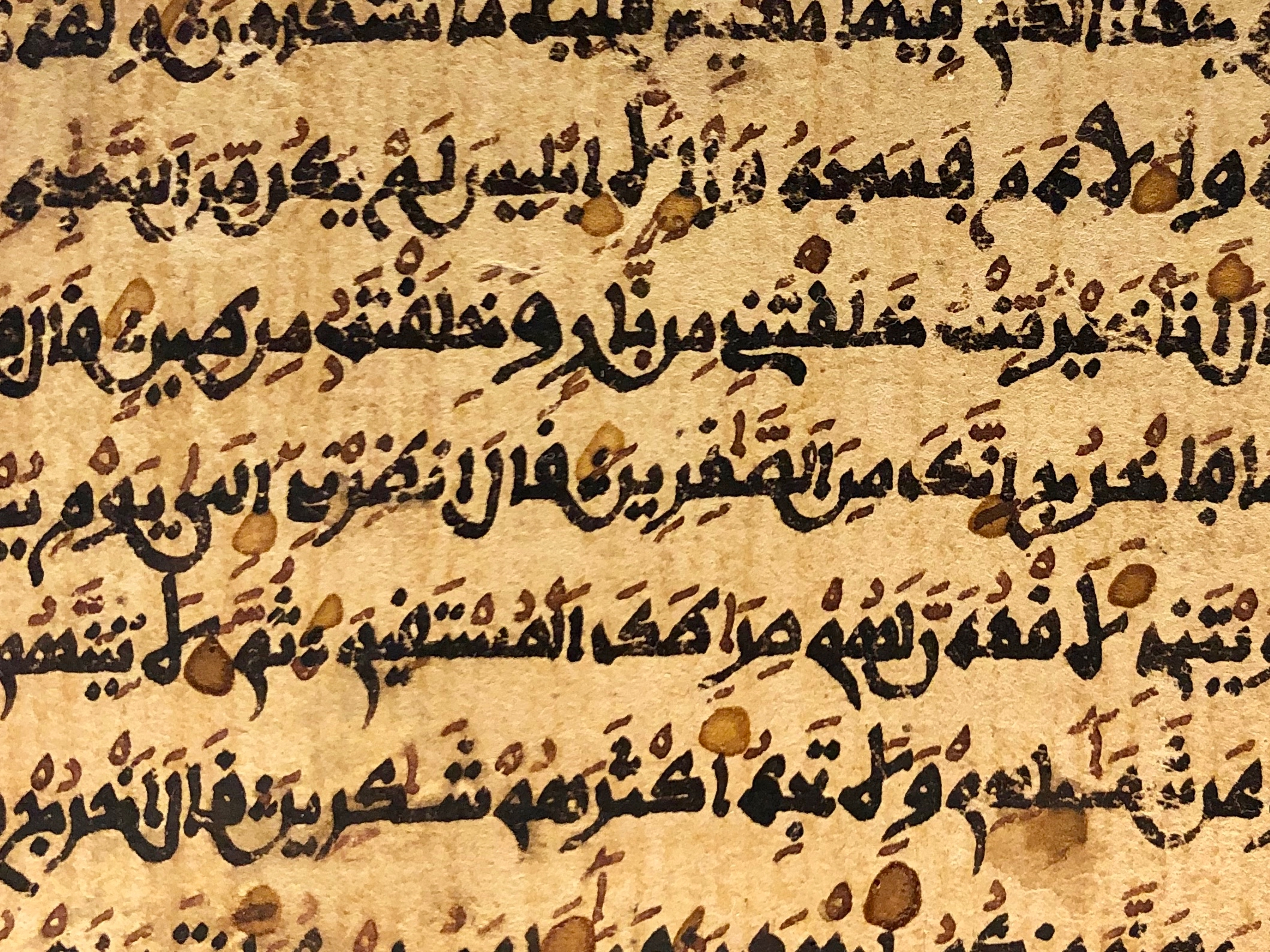
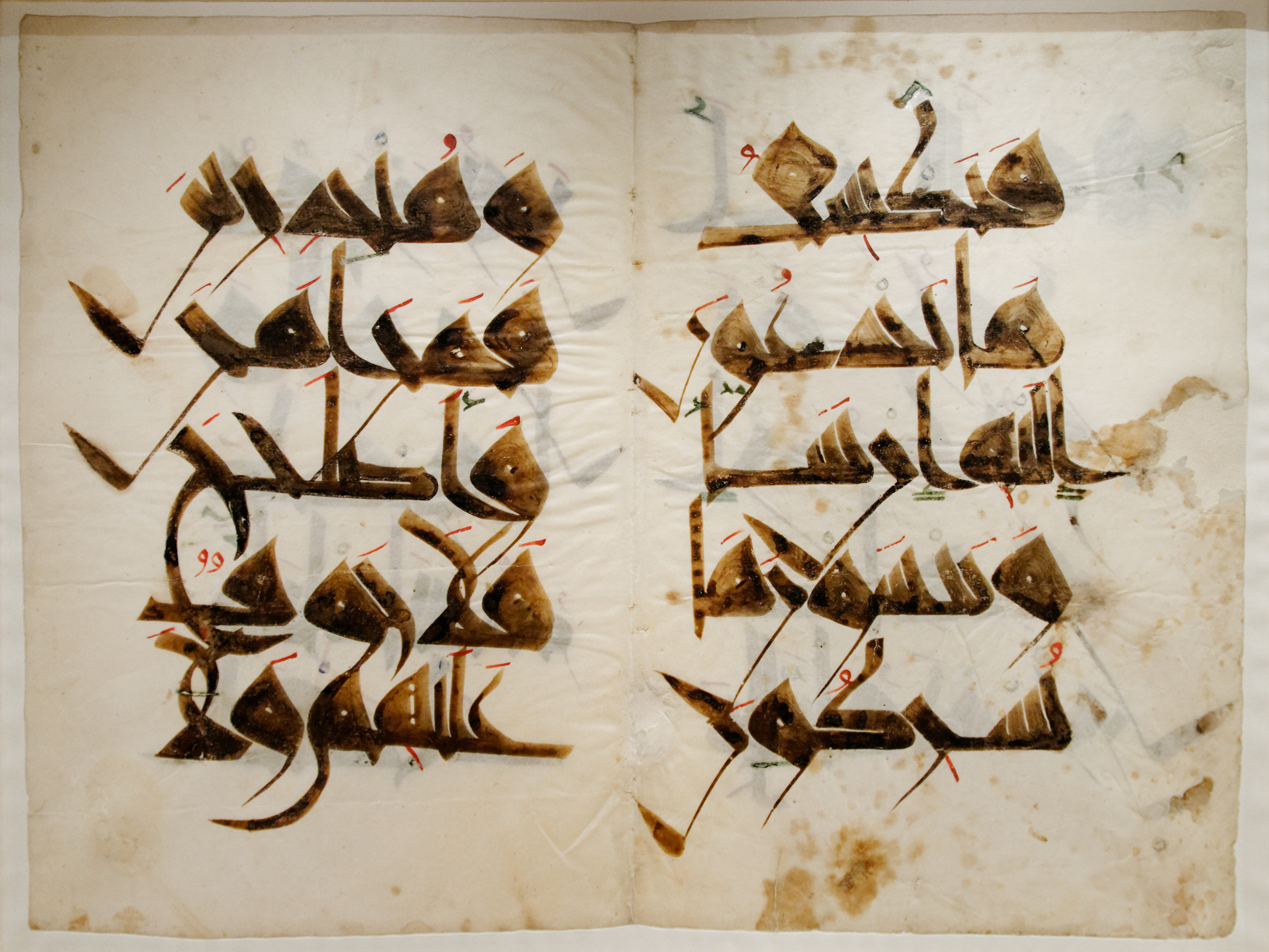
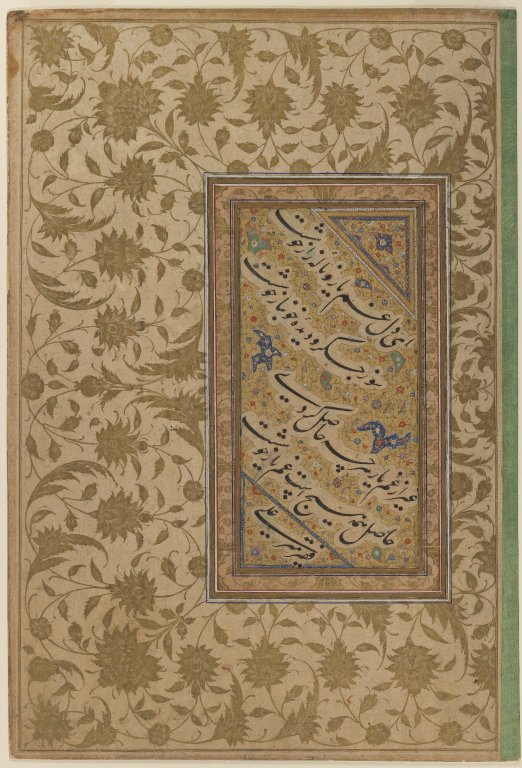
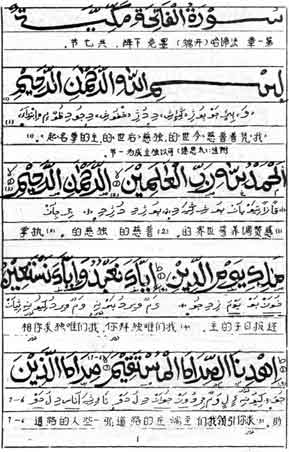

### Hiện đại

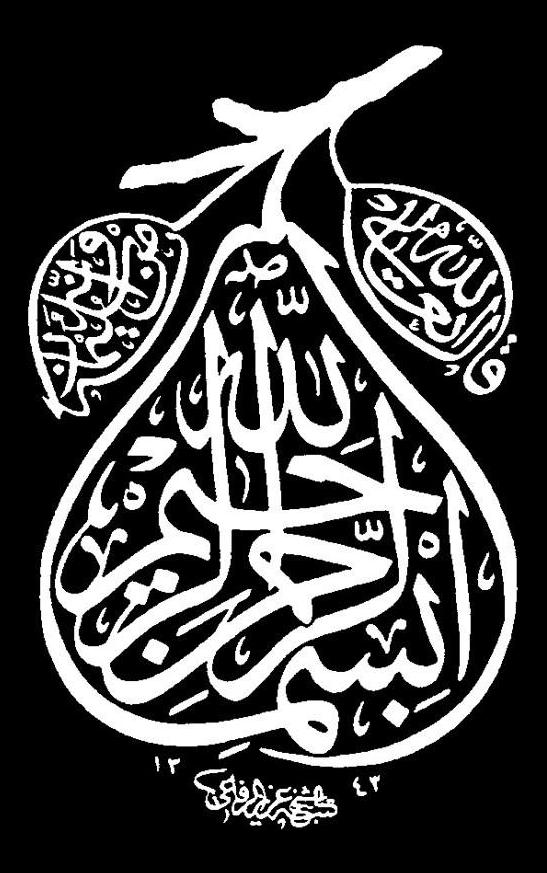
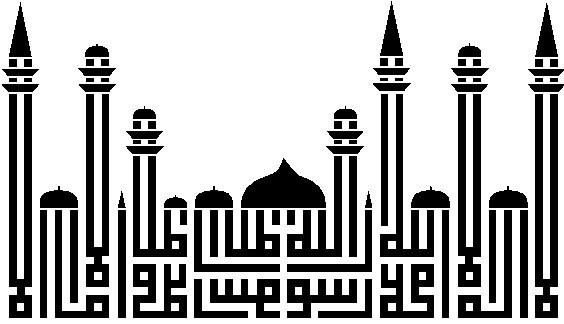

### Thủ công

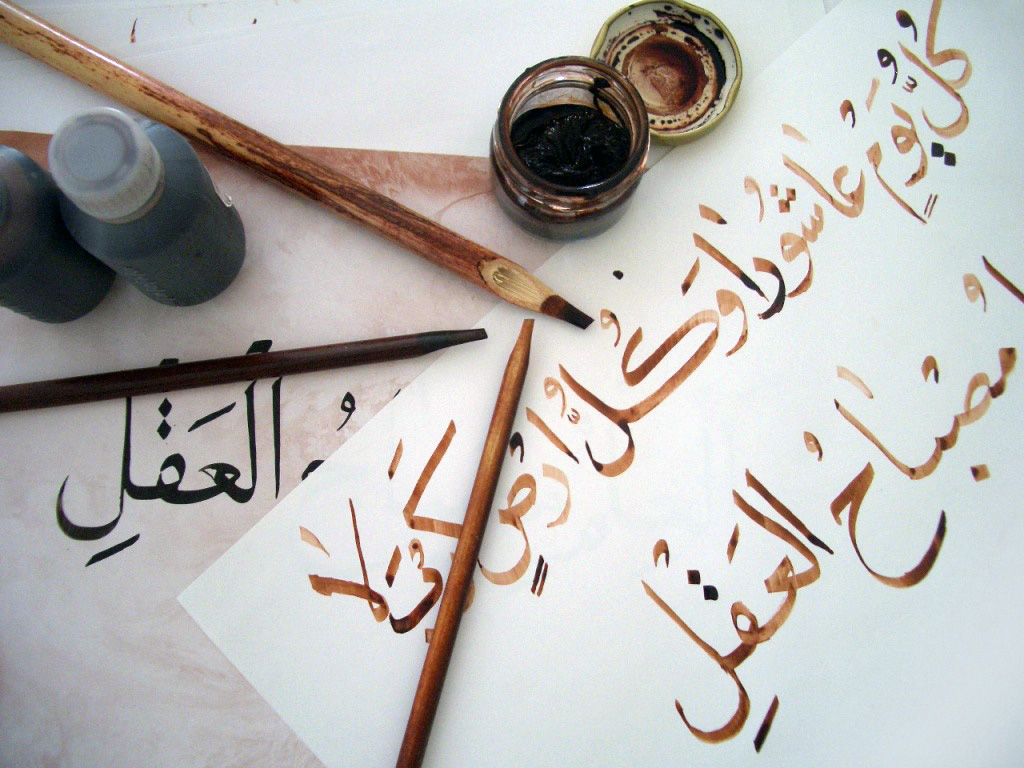
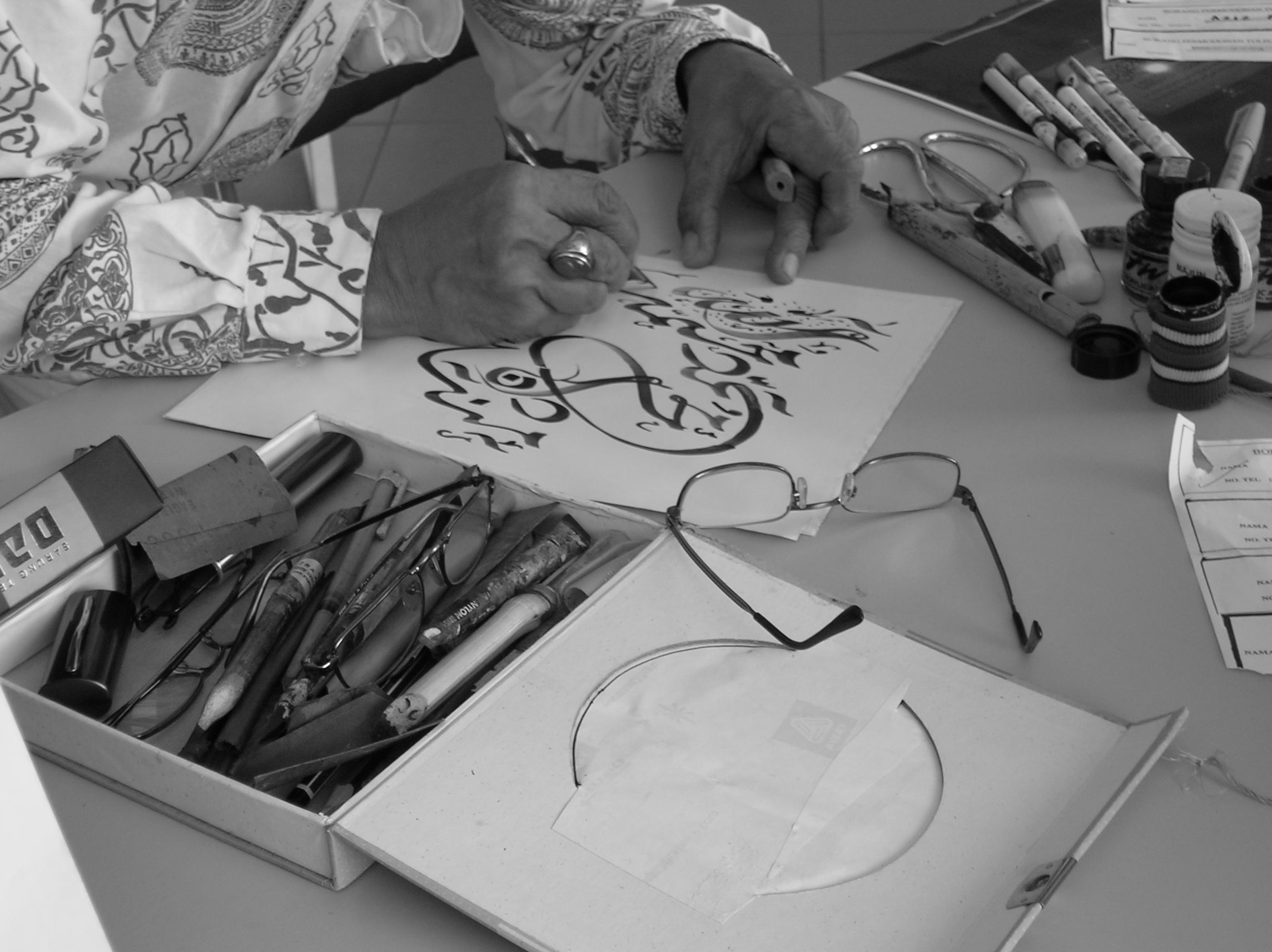

## Danh sách các nhà thư pháp Hồi giáo
Dưới đây là danh sách một vài nhà thư pháp cổ điển Hồi giáo:
Trung đại
- Ibn Muqla (mn. 939/940)
- Ibn al-Bawwab (mn. 1022)
- Fakhr-un-Nisa (thế kỉ XII)
- Yaqut al-Musta'simi (mn. 1298)
- Mir Ali Tabrizi (mn. thế kỉ XIV-XV)

Thời Ottoman
- Shaykh Hamdullah (1436–1520)
- Hamid Aytaç (1891-1982)
- Seyyid Kasim Gubari (mn. 1624)
- Hâfiz Osman (1642–1698)
- Mustafa Râkim (1757–1826)
- Mehmed Shevki Efendi (1829–1887)

Đương đại
- Ali Adjalli (sn. 1939), Iran
- Wijdan Ali (sn. 1939), Jordan
- Hashem Muhammad al-Baghdadi in Iraq
- Hamid Aytaç
- Mohammad Hosni Syria
- Shakkir Hassan Al Sa'id (1925-2004) in Iraq
- Madiha Omar Iraqi-American
- Sadequain Naqqash (1930-1987), Pakistan
- Ibrahim el-Salahi (sn. 1930), Sudan
- Mahmoud Taha (sn. 1942), Jordan
- Charles Hossein Zenderoudi (sn. 1937), Iran
- Abdulraouf Baydoun (sn. 1956), Syria
- Mohamed Zakariya (sn. 1942), Hoa Kỳ
- Hassan Massoudy (sn. 1944), Irak France
- Amir Kamal (sn. 1972), Pakistan
- Uthman Taha (sn. 1934), Syria